# バーニングシップ・フラクタル

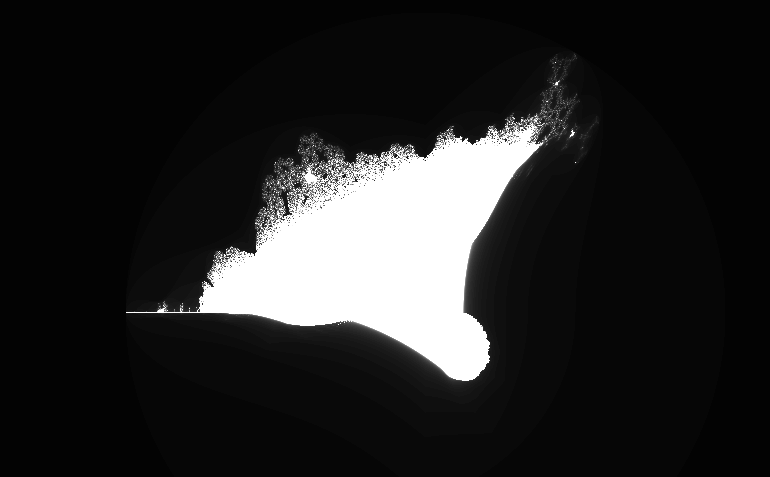
バーニングシップ・フラクタル

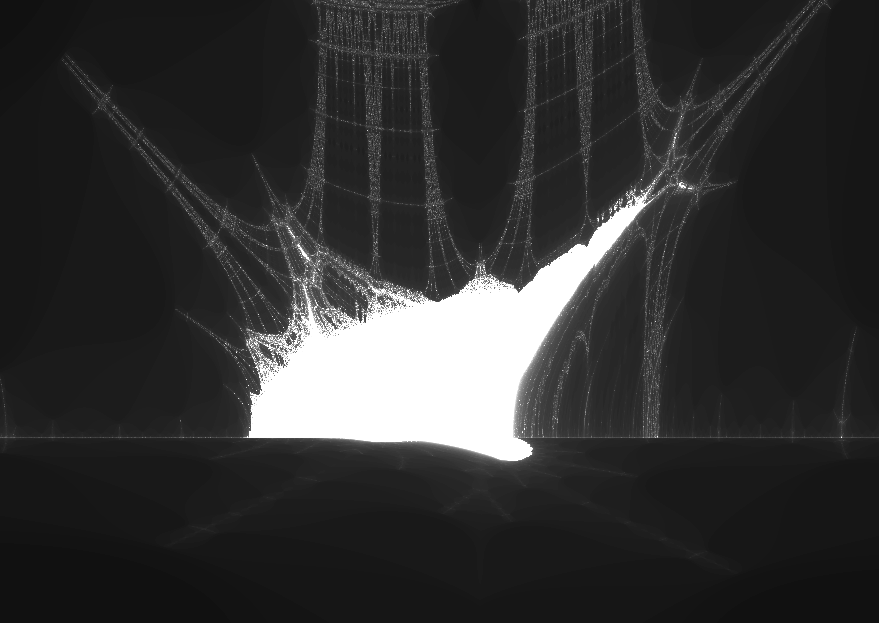
バーニングシップ・フラクタルの細部にズームインした状態。いわゆる「燃える船」が見え、類似の形状が細部で繰り返されるフラクタルの特徴を備えていることがわかる。

バーニングシップ・フラクタル（英: Burning Ship fractal）とは、1992年、ミヒャエル・ミヒェリッチュ（Michael Michelitsch）と Otto E. Rössler が生み出したフラクタルである。以下の関数を複素c-平面で繰り返して（初期値は z = 0）、この計算が収束するか発散するかを調べる。
{\displaystyle z\rightarrow (|\Re \{z\}|+i|\Im \{z\}|)^{2}+c}
この計算とマンデルブロ集合との違いは、繰り返しの度に実数部と虚数部の二乗を計算する前にそれらの絶対値をとっている点である。この実部と虚部はコーシー・リーマン方程式に従わないので、この写像は非解析的である。